# Ноккві Торіссон
Ноккві Торіссон (ісл. Nökkvi Þeyr Þórisson; 13 серпня 1999, Далвік, Ісландія) — ісландський футболіст, півзахисник клубу MLS «Сент-Луїс Сіті» та національної збірної Ісландії.

## Клубна кар'єра
Вихованець місцевого клубу «Далвік» Ноккві в 2011 році перебрався до іншої юнацької команди Тор, а з 2015 по 2018 роки перебував у складі німецького клубу Ганновер 96 разом із своїм братом-близнюком.
У 2018 році брати повернулися до свого першого клубу «Далвік» та виступали в 4-му дивізіоні Ісландії, де Неккві забив 10 голів у 16 матчах.
Наступного сезону Ноккві перейшов до клубу «Акурейрі» за який відіграв чотири сезони. В останньому чемпіонаті півзахисник допоміг клубу фінішувати другим, а сам став найкращим бомбардиром із 17-ма голами, незважаючи на те, що він до завершення турніру перейшов до бельгійського команди «Беєрсхот-Вілрейк».
21 липня 2023 року Торіссон уклав контракт з клубом MLS «Сент-Луїс Сіті». 14 січня 2025 року на правах оренди перейшов до клубу «Спарта» (Роттердам) до кінця поточного сезону.

## Виступи за збірну
8 січня 2023 року дебютував в офіційних матчах у складі національної збірної Ісландії в товариському матчі проти збірної Естонії.

## Титули і досягнення
«Акурейрі»
- Чемпіонат Ісландії (найкращий бомбардир): 2022